# Maurizio Bruno (calciatore anni venti)
Maurizio Bruno (fl. XX secolo) è stato un calciatore italiano, di ruolo centrocampista.

## Carriera
Con lo Spezia disputa 4 gare nel campionato di Prima Divisione 1921-1922 ed altre 5 gare nella stagione 1922-1923.